# Sialis versicoloris
Sialis versicoloris là một loài côn trùng trong họ Sialidae thuộc bộ Megaloptera. Loài này được X.-y. Liu & D. Yang miêu tả năm 2006.